# 阿尔克 (阿韦龙省)
阿尔克（法語：Arques，法語發音：[aʁk] ⓘ）是法国阿韦龙省的一个市镇，属于米约区。

## 地理
阿尔克（44°19'1"N, 2°48'2"E）面积11.29 平方千米，位于法国奧克西塔尼大區阿韦龙省，该省份为法国南部内陆省份，位于法國中央高原南部，北起顺时针与康塔爾省、洛泽尔省、加尔省、埃罗省、塔恩省、塔恩-加龙省和洛特省接壤。
与阿尔克接壤的市镇（或旧市镇、城区）包括：贝托莱讷、莱萨克-塞韦拉克莱格利斯、塞居尔、勒维巴勒。

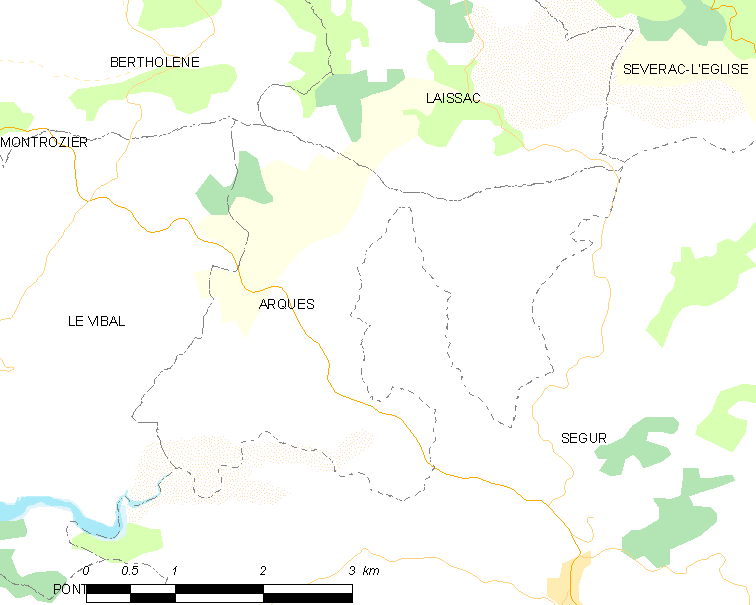
的OSM定位图

阿尔克的时区为UTC+01:00、UTC+02:00（夏令时）。

## 行政
阿尔克的邮政编码为12290，INSEE市镇编码为12010。

## 政治
阿尔克所属的省级选区为拉斯普-莱韦祖县。

## 人口

1962-2008年间人口变化图示

阿尔克于2022年1月1日时的人口数量为165人。